# 改暦
改暦（かいれき）とは、まず従来用いていた暦法を改良や統一を目的に改めること、あるいは日本において宣明暦に対し吉凶や誤差などの問題の解決を目的に行われた「宣明暦の改暦」のことである。
1. 用いる暦法を改めることは、古い時代での多くが暦学の進展による改良のためであった。しかし近年は、より大勢が用いる暦法と共通化するという、便宜を目的としたものがもっぱらである。例えば、1873年の日本における太陰太陽暦の天保暦から太陽暦のグレゴリオ暦への「明治改暦」がそれにあたる。また現在、世界で広く使われるグレゴリオ暦であるが、19世紀末から20世紀初頭を中心に改良案が提案され、21世紀の現在も検討している個人や団体などがいる。
2. 宣明暦の改暦については、日本の歴史上最も長かった宣明暦の時代に、吉凶や日数・誤差調整などを理由として月の大小や閏月を人為的に操作したことがあり、その操作のことである。

本項では、暦法の改暦（グレゴリオ暦の改良案も含む）と宣明暦の改暦の両方について、併記して解説する。

## 暦法の「改暦」

### 概要
暦の「月」が月の朔望に由来するように、太陰暦はある意味で自然なものと言える。しかし一方で、季節は太陽暦に沿ってめぐってくる。両者の折衷と言える太陰太陽暦であるが、天文と物理により正確な太陽年と朔望月の観測と予測ができるようになったのはきわめて近年であり、メトン周期やサロス周期など、経験則による他なく、正確な太陽年と朔望月と1日の間に相関性がない（平均太陽年 = 365.24219日・平均朔望月 = 29.530589日）ために正確な暦を作成するためには複雑な計算が必要であり、それをもってしても実際の天体の動きとの不一致は避けられなかったために、それを修正するためにより正確な暦法への変更を目指した改暦が行われた。

#### ヨーロッパ
ヨーロッパにおいては、紀元前45年にローマ暦から改暦されたユリウス暦は太陽暦であるため月の朔望を反映させないことで安定した暦となったために、以後、採用が広がった。その後、さらに改良されたグレゴリオ暦が提案された（ただし、グレゴリオ暦への改暦は、ヨーロッパ内でもかなりまちまちであり、注意を要する）。16世紀以降のヨーロッパ勢力の世界進出に伴い、太陽暦は世界的に用いられるようになった。

#### 中国
中国では、観象授時思想により、皇帝が「時を支配する」存在として位置づけられ、暦法は「国家の大典」と位置づけられていた。従って中国における暦法の改暦は、単なる暦法の改訂のみならず、太陽・月・惑星の現象を数理的に取り扱ってその天文定数及び計算表を算定して改変するまでが改暦であった。このため、日食・月食予想の正確性や惑星の動きまでが暦に織り込まれることになった。そのため、王朝交代の度に改暦が行われ、後には新皇帝の即位を機に新政治の開始を内外に宣伝する一環として改暦が行われる場合もあった。また、改暦の成功は宮廷の暦学者にとっては大きな功績としてその後の立身出世にも関わるために、機会に乗じて皇帝に改暦を促したのも改暦の要因の1つと言われている。

#### 日本
日本の暦は、最初は中国からの移入で対応していた。最初の暦である元嘉暦の導入時期は不明であるが、文武天皇元年（697年）に儀鳳暦（唐の麟徳暦）への最初の改暦が行われた。続いて天平宝字8年（764年）には大衍暦が導入された。貞観4年（862年）に宣明暦に改暦されて以後、遣唐使の廃止による日中の公的交流の断絶、暦道の家学化・保守化によって以後改暦は行われなくなった。
なお、大衍暦の末期には同じ中国の暦である五紀暦が併用され、平安時代中期には非公式に符天暦が参考にされたことがあるものの、宣明暦採用から823年間にわたって同一の暦が使用され続けた。宣明暦も800年以上にわたって続けられたために実際の天体の動きよりも2日間も差が生じたために改暦論が起こった。
当初は元の授時暦の移入が検討されたが、渋川春海が地理的問題などから授時暦の中国暦の直接的移入は不可であると唱えて、これに独自の修正を加えた日本最初の国産の和暦・貞享暦を作成した。貞享元年（1684年）に勅許を得た貞享暦は、翌貞享2年（1685年）に施行された。
その後、宝暦5年（1755年）に宝暦暦、寛政10年（1798年）に寛政暦、天保15年（1844年）に天保暦に改暦が行われた。これらは全て太陰太陽暦である。
そして、明治維新を機に改暦論が出された。天保暦の精度そのものは既にヨーロッパのグレゴリオ暦の水準に匹敵するどころかむしろ上回っていたが、明治政府は明治5年11月9日（1872年12月9日）に突如明治天皇の詔書と太政官布告337号を発し、明治5年12月3日をもって新暦（グレゴリオ暦）の明治6年1月1日とすることを宣言した。
これは、明治政府の当時の財政状況や、幕末の洋学者による太陽暦改暦論の存在、欧米諸国との関係の拡大という現実を考えた場合には適切な判断であったが、その一方で1000年以上の長期にわたり月の満ち欠けに従って毎月の生活リズムを形成してきた多くの一般の日本人の前に月の満ち欠けとは全く無関係な新たな暦が出現する事となり、人々に動揺を与えた。また、かつて『天経或問』で太陽暦のことを知った貞享暦の改暦者・渋川が月の満ち欠けを無視した太陽暦の暦法を「怪異の甚し、蓋し蛮人之異毒か」と糾弾しており、150年前とはいえ専門家ですら受け入れられなかった暦法を突然押し付けられた一般民衆からすれば、無理の無い話であった。そのため、改暦直後は新暦と旧暦が併用されるなどの混乱が生じた。
ともあれ、この明治6年（1873年）1月1日以後、欧米と同じグレゴリオ暦が採用されて、今日まで日本の暦法として用いられている。

### グレゴリオ暦からの改暦論
現在世界の多くの地域において採用されている太陽暦の1つであるグレゴリオ暦は精巧な暦とされているが、その基準であるべき正確な太陽年と完全には同一ではなく、3224年間につき1日のずれが生じるとされる（なお、日本最後の太陽太陰暦である天保暦の方が太陽年との誤差は小さいが、暦法の複雑さと不定時法の採用から実用性が高いとは言いがたい）。その問題点を掲げると以下のようになる。
- グレゴリオ暦の1年の平均は365.24250日で、平均太陽年 (365.24219日)より少し長い（前述）。
- 年始の位置（1月1日の決定）に天文学上も実際の社会・生活（正月関連儀式を除く）とは無関係な決定が行われている。
- 月の大小が不安定である（例えば、日本のかつての太陰太陽暦の場合は29日と30日の2種類であるが、グレゴリオ暦は28日から31日まで4種類ある）。
- グレゴリオ暦と曜日の配置の関係が毎年変わる（曜日が次の年には平年では1つ、閏年では2つ移る）。
- グレゴリオ暦がカトリック教会を中心に決められたために、他の宗教・宗派の信者の中には心理的な抵抗感を持つ者がいる（現代ではほとんど問題視されないが、プロテスタント教会や東方正教会の国々で導入が遅れたのはその影響があるとされている）。

そのために、グレゴリオ暦を修正あるいは改暦してこれらの問題点を解消すべきとの意見が古くから行われ、実際にフランス革命暦やソビエト連邦暦で施行されて失敗に終わった事例もある。

#### 改暦案
実際に天文学者などから提案された改暦案は大きく分けると次のようになる。
- 閏日の再配置

閏日の設置年の決定方法（置閏法）の変更を行う。例えば現在の規定よりも平年を増やす（400の倍数にあたる年のうち 3200、3600もしくは4000 で割り切れる年は閏年から外す、あるいは100の倍数にあたる年の閏年の決め方を変更する（例：100の倍数の年のうち500の倍数以外は平年）など）、閏年の間隔を変更する（「原則は4で割り切れる年を閏年、100の倍数の年のうち400の倍数以外は平年」といった現行の規約を破棄し、現在「4年」および「8年」となっている閏年の間隔を「4年」および「5年」に変更し（例：33で割った余りが3・7・11・15・19・23・27・31の年を閏年とする）、暦と季節の間に生じるずれを極力小さくする）といったことが考えられる。
- 年始の変更

1月1日を冬至もしくは春分と言った天文現象の発生日に変更する方法（現在の1月1日は冬至から概ね10～11日後に位置し、太陽黄経では280°～281°に相当する）。実際の太陽年をそのまま1年とする調整を加えたものであるが、冬至を算出するには複雑な天文計算を要する。なお、日本では立春を1月1日とする案が出されたことがあるが、二十四節気自体が日本やその周辺諸国にしかない概念であり、それ以外の国から支持を得るのは困難である（イスラム暦とグレゴリオ暦を必要に応じて併用しているイスラム世界のように、日本独自に立春を1月1日とする暦を併用する事も考えられるが、本節とは別の問題となるので省く）。
- 暦日の再配分

月の大小の変更及び閏日の設置位置の変更を行う（特に28日もしくは29日に固定された2月を30日もしくは31日にすることが主眼となる）。曜日との関係は特に考えない。1月と3月の31日目を2月に移動させて2月を平年30日・閏年31日にする案や、12月以外の偶数月は31日・奇数月を30日として12月を平年30日・閏年31日にする案などがある。
- 暦日及び曜日の再配分

上記に加えて7で割ると余りとなってしまう平年1日・閏年2日（余日）を調整して日付と曜日の対応を常に合致させる。その方法として余日を週に属させず曜日を付けない方法、1か月を28日（4週間）を基本として、余日で「13月」を構成させたり（国際固定暦）、12か月のうちの特定月を35日（5週間）などとして調整する方法、閏年の概念を変更して閏日を廃止して閏年には閏週を設置する方法（この場合、原則は5で割り切れる年が閏年となり、5で割り切れても例外的に平年となる年を設置することとなる）等が挙げられる。
- 月と週の併用をやめてどちらかを廃止

1年を52週+余日とする案、逆に7日を1週間とする概念を廃止して必要があれば5日もしくは6日（前者は365の後者は366の約数である）とした新しい概念に基づく「週」（あるいはそれに替わるもの）を設置する。
国際的な改暦の動きとして1885年にフランス天文学会が改暦案の懸賞を行ったのを機に様々な議論が行われ、1922年にローマで開かれた国際天文学連合総会では改暦を検討する委員会が設置されて、「1年を52週とし、余日となる平年1日・閏年2日を週には加えない。1年を13週（91日）からなる4季に分割して、それぞれの季は30日からなる2か月と31日からなる1か月で構成される。年始を現在の12月22日（大抵の場合冬至あるいはその前日となる）に変更する」とする3原則に基づく改暦案が提案されたが、余日を週に加えるべきだとする反対論が多く可決されなかった。
これを受けて、翌1923年には国際連盟において改暦案を募集するとともに各国政府に改暦委員会の設置を求める決議が出されたが、前者は185の案が寄せられたものの、後者はフランス・イタリア・アメリカなど15か国に留まり、主要国でも日本やイギリスなどは設置しなかったため失敗に終わった。
その後、1930年から翌年にかけて議論が再燃し、1830年代にイタリアのマルコ・マストロフィニが考案した案を基にした世界暦の制定を目指す世界暦協会の結成などもあったものの、ナチスの台頭、満州事変の発生などの国際情勢の緊迫化から議論は先送りされ、1955年には国際連盟を引き継いだ国際連合で再度議論が行われたものの、アメリカなどの時期尚早論に押されて翌1956年には逆に改暦議論の無期延期の決議がされるに至った。
現在でも改暦を唱える人々や団体は多いが、グレゴリオ暦以上に閏年・週の扱いが簡便であると言える暦法が見つかっていないこと、ネットワーク社会・グローバリズムの進展の中で、暦における「世界の一体化」も進行すると考えられており、国際社会が共有できる改暦案が成立できない限りはグレゴリオ暦からの根本的な改暦は事実上不可能であると考えられている。

## 宣明暦の「改暦」

### 概要
貞観4年（862年）から採用された宣明暦は最終的には貞享元年（1684年）まで、823年間の長きに亙って使用されることとなったが、その間に本来の暦算結果によって編纂された暦に対して、月の大小や閏月の配置を変更することで意図的に暦の日付や干支を変えることが行われた。こうした変更のことも「改暦」と称した（ただし、宣明暦の前の大衍暦時代にも1度だけ改暦が行われている）。そのため、今日において暦法の正規の計算方法に従って過去の暦日を算出した場合においても、意図的な「改暦」によって実際に実施された暦と違う場合がある。それどころか、暦の頒布が完了した後で「改暦」が行われたために、現存する暦の日付と実際に行われた暦の日付が異なるという事態も発生し得た。
その実施理由を大きく分けると次の理由に分類可能である。
- 朔旦冬至の実現及び回避（臨時朔旦冬至）
- 四大の回避
- 閏8月の回避
- 閏月によって発生する日数の過大を抑えるため
- その他

### 朔旦冬至を巡る「改暦」
中国で採用され、日本に導入された太陽太陰暦の初期の法則に「章」という概念があった（「章法」）。これは、19年が必ず235か月（19年×12か月+7か月）の周期が繰り返されるというもので、その結果19年のうちに7回の閏月が生じることとなる。前の章から新しい章への移行の年のことを「章首」と呼んだが、章首の年には前の章の最後に生じる7番目（最後）の閏月を終えた後に到来するその年の冬至をもって新しい章への切替が行われ、その日は必ず11月1日となるものとされていた。これを朔旦冬至（さくたんとうじ）と称して、暦の諸原則が上手く機能して政治が順調に推移している証拠とされて大規模な儀式をもって祝われた。
ところが、章の原則（章法）と実際の太陽日が合致するわけではなかったため、中国では時々暦法の改暦が行われた。当初は章の原則を維持する暦法が用いられていたが、後には章そのものは存続させるものの、太陽年との合致を優先するようになった。こうした章の原則に拘らない暦法を破章法と呼ぶ。日本でも初めての暦法の改暦となった儀鳳暦（唐の麟徳暦）以後は破章法が導入された。そのため、冬至の予定日がずれて章の最初となるべき冬至が朔旦冬至にならない例も出現した。当初、朔旦冬至は注目されていなかったために問題は生じなかったが、延暦3年（784年）に桓武天皇が朔旦冬至の儀式を導入して以後、こうした例が深刻視されるようになった。大衍暦時代の貞観2年に章の最初の冬至が11月2日（ユリウス暦860年12月18日）になることが判明した際に菅原是善らの意見により、冬至の前に大の月を1つ増やして冬至の予定日であった11月2日を11月1日に修正した。2年後に宣明暦が導入されると、こうした改暦が恒常化した。特に承平6年は章首であるにもかかわらず、冬至が11月30日（ユリウス暦936年12月16日）となったために暦が乱れたとして「暦家の失」「先儒の失」「不吉の例」と非難された。それ以後、これが悪例として考えられるようになり、その教訓から月の大小や閏月を「改暦」して強引にでも朔旦冬至を実現させるようになった。
一方、本来の章の原則では章首以外に11月1日の冬至は存在し得なかったのであるが、破章法である宣明暦では章首の冬至が必ず11月1日になるとは限らないのと同じように、章首から11年目の年の冬至がずれることによって稀に11月1日に当たることがあった（臨時朔旦冬至）。これもまた不吉な例として嫌われ、11月1日が冬至に重ならないよう改暦する操作が行われた。後には朝廷儀礼の衰退とともに朔旦冬至への関心が次第に低下したこともあり、応仁2年（1468年）を最後に、章の最初を朔旦冬至とする方針が放棄されて章首とは無関係に朔旦冬至が祝われるようになったが、戦国時代の弘治元年（1555年）には財政難を理由に朔旦冬至を回避したのを最後にこうした改暦は行われなくなった。
なお、朔旦冬至の実現のための改暦が17回、回避のための改暦が6回行われている。

### 四大の回避を巡る「改暦」
太陰太陽暦においては原則では、朔望月に合わせて30日からなる大の月と29日からなる小の月が交互に訪れる。だが、月の動きによって生じる朔望月のズレから大の月や小の月が数か月続くことがあった。初唐に定朔に基づく戊寅暦が採用されたが、平朔を支持する李淳風がこの暦ではズレが蓄積されて大の月が4か月続く事態になるとして強く反発した。その後、李淳風が定朔を維持しつつ作成した麟徳暦は大の月が4か月連続するのは異常であるとしてこれを大小の入替などで回避する規則が導入され、同暦が儀鳳暦として日本に導入されて以後、大の月が4か月続くことを避けて、そうした場合には月の大小の差し替えや閏月の差し替えによってこれを避ける改暦がなされることとなった。なお、前述の朔旦冬至との関係で大の月が4か月続く場合には二重の改暦を施した。
ただし、その方法は時期によって違い、この例による最古の「改暦」が行われた康保元年（964年）から寛治2年（1088年）までの5回は前後の大小の月の入替で対応した。続いて、建仁2年（1202年）と弘安4年（1281年）の2回は閏節気の移動を行うことで避けた例である。これは前者は朔旦冬至、後者は閏8月との関係で大規模な操作が発生するのを防止するために行われたと見られている。正和5年（1316年）から応永2年（1395年）に行われた4回は閏月の移動と進朔の中止によって避けた例であった。ただし、明応4年（1495年）以後は大の月が4回続いても改暦は行われなくなった。
なお、日本の歴史上（儀鳳暦が正式採用されたとされる持統天皇6年（692年）より太陽暦導入までの1181年間）1年間にわたって大小が交互に訪れた年は仁和4年（888年）の1例しか確認されておらず、太陰太陽暦の大小交互の月は理想論に近く、実際は数か月大の月あるいは小の月が連続する例は珍しくなかったのである。

### 閏8月を巡る「改暦」
これは章首の後に来る最初の「閏8月」を発生させてはならないというものであるが、その場合に替わりに7月に閏月が設置されることとなり、これを退閏（たいじゅん）と称した。その由来については暦道による秘伝とされ、中国由来説もあるものの理由は不詳である。
大治4年（1129年）に初めてこれを理由に改暦が行われた際に宿曜師・隆算や算博士・三善為康らがこれを激しく難じたのに対して、当時の暦博士は「所伝之秘説口伝也」としか応えなかったとされている（『中右記』同年6月2日（6月20日）条、『長秋記』にも同様の記述あり）。内田正男の計算によれば、この年の暦はこの年は閏月が発生して1年が13か月になる年であるが、計算上では本来は9番目の月に入る段階で小余が6547となり進朔限6300を突破するために進朔が発生するために9番目の月の到来が本来の日よりも1日分後ろにずらされるため、8番目の月の晦日（最後日）と中気である秋分が重なるためにそのまま8月となり、その翌日より始まる9番目の月は中気を含まないため閏月となり、9番目であっても閏8月として開始される暦が作られなければならないのに、進朔のし忘れにより実際の頒暦では9番目の月の到来が1日前倒しされて8番目の月が中気を含まない月とされて閏7月となり、中気である秋分が朔日（1日目）となった9番目の月が替わりに8月となってしまっている。そのため、内田はこの進朔の不作為によって生じた誤った閏月の配置の事実をごまかすために暦博士はこうした主張をしたと推定している。なお、この時には本来8番目の月（8月）は大の月、9番目の月（閏8月）は小の月の予定であったが、この改暦によって8番目の月（閏7月）は小の月、9番目の月（8月）は大の月とする辻褄合わせが行われている。
以後、これが由緒ある先例であるとして信じられるようになり、前述の建仁2年を含めて応永2年までの7回、閏8月を閏7月にする改暦がなされている。もっとも、この期間にも閏8月のまま修正が行われなかった年も存在しており、応永年間より300年が経過した江戸時代前期にはこうした理由による修正の事実そのものが忘れ去られていた（貞享暦では進朔の規定そのものが廃止されている）。そのため、日本で最初の長暦を作成した渋川の『日本長暦』もこの事実に気付かずに修正が行われた7回全てを閏8月としており、中根元圭の『皇和通暦』ではこの事実が確認されたために、閏8月を避けたものに修正された後の暦を掲げている。
ただし、鹿島神宮とつながりが深いとされる民間暦の鹿島暦では、応永年間以後も閏8月を避ける暦を作成している（永禄9年（1564年）・天正13年（1585年）・慶長9年（1604年））。

### その他の「改暦」
その他の改暦の例として閏月を含めた1年間の日数が385日となり過大で不祥であるとして大の月を小の月に改めて1年を384日とした例が4例、元旦と日食の重複が予想されたと推定されるものや暦算の誤りその他あるいは理由不詳で改暦されたものが38例ある。重複例もあるものの、宣明暦が採用された823年のうちに80回近い改暦が行われた事になる。
ただし、応仁の乱後は殆ど行われなくなり、朝廷の権威の低下とともに、暦道を掌った勘解由小路家・土御門家の混乱、縁起・吉凶を理由として複雑な再計算を避けたい暦道側の思惑などがあったと考えられている。更に江戸幕府成立後、幕府による朝廷への介入が行われ、改元すら朝廷の自由に行えなくなった状況下において改暦を行うことは事実上不可能になったという事情も加わることになる。
なお、宣明暦から貞享暦に暦法の改暦が行われた後には、明和8年（1771年）に宝暦暦の改暦が行われているが、これは半ば暦法の改暦とも言える程の大幅な修正であり、その主導権は江戸幕府の天文方にあったという意味でも宣明暦の改暦とは同一視できるものではない（ただし宝暦暦そのものに問題があったために、暦法を維持したままでは修正しきれず、最終的には寛政暦への暦法そのものの改暦に至る）。それを例外とすれば、貞享暦以後にこうした改暦が行われなかったと考えられている。

### 「改暦」を巡る逸話

#### 保元元年の例
臨時朔旦冬至を避けるための改暦が初めて行われた保元元年（1156年）の改暦は、『兵範記』・『管見記』・『押小路文書』などにその遣り取りを巡る記事が多く残されている。
前年の久寿2年（1155年）の御暦奏において、暦博士賀茂在憲が11月1日を冬至とする暦を奏進した。ところが、それを知った算博士・三善行康が章の最初でもないのに朔旦冬至となるのは不吉と論じた。議論は年が明けても続き、紀伝道・明経道からも意見を求めた。ところが、この年に鳥羽法皇が崩御し、続いて保元の乱が発生したことから議論は複雑化・長期化し、10月18日（12月2日）の陣定でも暦道側を支持する藤原伊通・藤原公教と算道側を支持する藤原忠雅が激しく議論した。また、藤原公能のように後白河天皇の勅裁を仰ぐべきとする意見も出された。
そのため、24日（8日）に関白・藤原忠通らを加えた殿上定が行われてその結果、算道側の主張が通り、2日後に後白河天皇の改暦宣旨が出されて、急遽29日（13日）を30日として、本来の11月1日（14日）（冬至）を11月2日としてその年の11月と12月は29日までとしたのである。
なお、行康の子で同じく算博士であった三善行衡が長寛元年（1163年）に翌2年に朔旦冬至を設定するために改暦すべきと賀茂在憲と論争を行って勝利している。算道は暦道と同じ『周髀算経』を教科書とするなど、古くから暦学とつながりが深く、暦道側と改暦の是非を巡ってたびたび議論したという。

#### 天正10年の例
逆に改暦が実施されなかった例として著名なのは、天正10年（1582年）の例である。
応仁の乱以後、陰陽寮及び暦道の権威は低下して、各地で民間暦が作成されるようになった。ところが、天正9年（1581年）に陰陽寮が作った翌年の京暦は次の閏月を翌々年すなわち天正11年（1583年）の閏1月としたのに対して、東国で広く使われていた伊豆国の三島暦は、天正10年（1582年）に閏12月を置いたことから2種類の暦が生じることとなった。織田信長の本国尾張国の暦業者がこれに困惑して、安土城の信長に閏月を天正10年（1582年）閏12月に統一して欲しいと要請した。
このため、天正10年1月29日に信長は陰陽頭の土御門久脩を安土に呼び出して、尾張の暦業者と論争をさせたところ、決着が付かなかった。最終的に信長の判断で、閏月を12月に置くように決定し、朝廷に要望を行った。
2月、久脩が帰洛し、朝廷は信長の要望を検討した結果、宣明暦のとおり天正11年正月に閏月を設定した（『天正十年夏記』）。結局、信長の要望が叶えられることはなく、信長は一旦納得した。
だが、6月1日（6月20日）に信長が毛利輝元討伐のために上洛すると、公家衆に再度この話を持ち出して、暦の変更を要望した。このため、勧修寺晴豊は日記に「無理なる事と、各申すことなり」と記している。久脩もまた、この話が出たことに当惑したようである、
翌日、信長が本能寺の変によって横死したこともあり、この件は有耶無耶のうちに終わった。だが、このために三島暦を用いていた北条氏や上杉氏、里見氏などでは京都とは違う閏月を採用したため混乱が生じ、特に信濃国では北部の真田氏・蘆田氏が三島暦を、南部の諏訪氏・小笠原氏が京暦を採用したために、同じ令制国内で2つの月が存在するという異常事態となった。また、三島暦の天正10年閏12月20日＝京暦・三島暦の天正11年1月20日（グレゴリオ暦:1583年2月13日）に、最後の古河公方である足利義氏が死去したことで、100年以上にわたって関東地方に君臨してきた古河公方が実質断絶しているが、当時の古河公方は北条氏の影響下にあったために当事者間では三島暦の日付で記録され、後世の文献では京暦の日付で記載されるものも現れる状況となっている。
なお、この改暦については信長が地元尾張の業者に配慮したものであるとか、朝廷を軽んじていたという解釈で片付けられる問題ではなく、京暦と同じ閏1月を設定していた民間暦の大宮暦との問題ではあるが、北条氏でも同じ領内で頒暦された三島暦と大宮暦の閏月が違うために同様の問題が浮上した際に北条氏政が算術に精通した重臣・安藤良整に再計算させたところ、京暦や大宮暦の閏1月は間違いで三島暦の閏12月が正しいとしている（『北条五代記』・『新編武蔵風土記稿』）。更に京都でも貴船神社の神託として、京暦の1月を人々が無視して閏1月（三島暦の1月）に正月祝いをしたという（『御湯殿上日記』）。結果的に改暦を避けたことで、朝廷・陰陽寮の権威は傷つけられることになったのであった。
天正10年の暦法については、昭和に入ってから前山仁郎が計算して、桃裕行が解説したものがある（桃裕行「京暦と三島暦の日の食違いについて」）。これによれば、天正10年（1582年）12月は大余20小余6352であり、小余6300以上の年は進朔するとした宣明暦法からすれば、進朔が行われ、その結果京暦の通りに1月に閏1月を置くことになる。ところが、同時にこの方法では1月の中気である筈の雨水が閏1月に入ってしまい、中国・日本の太陽太陰暦の基本である二十四節気における「雨水を1月の中気とする」「中気の無い月を閏月とする（閏月に中気を含めてはならない）」とする基本原則が破綻してしまうことになる。三島暦は宣明暦の原則よりも暦法の根幹である二十四節気の基本原則を維持するために、あえて進朔を先送りにして、そのまま閏12月を設けたと考えられている。この暦法における矛盾は計算上80年以上に1度のケースであり、どちらも理論上は間違っているとは言えない（ただし、進朔は元来、暦学者の面目維持以上の意味はないとされており、他の暦の法則を乱してまで行うものではないとする考え方もあった）。
だが、同じ国内に2つの暦が存在することは、頒暦機関である朝廷の権威を傷つけることになる。当時、統一政権を完成させていなかった織田信長は地方でまちまちである民間暦を修正させることは現実的ではないと考え、朝廷で作成している京暦を先例と同様の方法で改暦することで、頒暦機関としての朝廷の権威を守ることが出来ると判断したと見られている。